# IK Viljan
IK Viljan Strängnäs, bildad 1914, är en idrottsklubb i Strängnäs i Sverige. Klubben bedriver fotboll, tidigare även bandy. I bandy spelade klubben i Sveriges högsta division säsongerna 1942 och 1943. I fotboll har klubben spelat i Sveriges tredje högsta division.
IK Viljan Strängnäs anordnar sedan 1957 årligen Strängnäs marknad den andra lördagen i oktober. 2012 uppskattades antalet besökare till drygt 30 000. En stor del av klubbens verksamhet finansieras genom marknaden.

## Fotbollen på 2010-talet
År 2010 slutade IK Viljan Strängnäs på andra plats i division 4 för andra året i rad och dåvarande tränaren Christian Öhrn lämnade laget och nya tränaren Kjell Pettersson tog över. Det blev bara två år för Pettersson i IK Viljan. Bägge åren slutade man tvåa i division 4. Inför 2013 tog Ronney Nyberg över som ny huvudtränare efter att laget slutat tvåa fyra år i rad i division 4. Klubben vann till slut division 4 och gick upp till division 3 inför säsongen 2014. Det blev tre år i den tredje divisionen med tre olika tränare: Anders Pense, Jesper Norberg och Johan Hansson. Hanssons sejour slutade med en nedlyttning till division 4.
Inför 2017 tog Semir Mehanovic och Johan Bennäs över laget i delat ledarskap. Efter vårsäsongen klev Bennäs av uppdraget och Mehanovic fortsatte som huvudtränare för laget. Bennäs tog sedan inför höstsäsongen över klubbens damlag.
Efter en svagare vår 2017 höjde sig laget inför hösten och slutade på en tredje plats. Andra året med Mehanovic som tränare slutade med en andra plats, trots många poäng. Efter säsongen avgick Mehanovic.   
Till säsongen 2019 plockade klubben in Kjell Sillén, men denne fick lämna efter endast två omgångar av seriespelet. In kom istället Anders Pense, vilket blev hans tredje sejour i klubben. Laget lyckades till slut vinna serien och avancera till division 3 igen. Det innebar att laget säsongen 2020 spelade i division 3 Södra Svealand.

## Damfotbollen på senare år
1998 var året då IK Viljan senast befann sig i division 2 men 2016. Damlaget vann dock division 3 Södermanland under en säsong där laget inte förlorade en enda seriematch, detta under ledning av tränaren Magnus Björk. Vårsäsongen 2017 i division 2 var inte lika lätt; efter halva vårsäsongen klev tränaren Björk av uppdraget av personliga skäl och assisterande tränaren Andreas Hellmark tog över resten av våren. Inför hösten tog Johan Bennäs över uppdraget. Damerna tog under våren endast sju poäng, men lyckades sedan, under höstens första tre matcher, att ta lika många poäng som på våren. Poängen fortsatte att trilla in under hösten, men trots det åkte laget ur efter en förlust i sista omgången mot IK Tun.
2018 klev Amine Bouatra in som huvudtränare. Division 3 visade sig bli en enkel uppgift och seriesegern bärgades.
Efter säsongen 2018 kom ytterligare ett tränarskifte. Nina Staaf och Henrik Wieweg tog över laget. Det blev en blek säsong där man slutade precis ovanför strecket. På grund av att för många Svealandslag åkte ur division 1 tvångsnedflyttades IK Viljan till division 3. Räddningen blev dock att två andra lag senare drog sig ur division 1 och 2 vilket innebar att IK Viljan tilldelades en friplats till division 2. År 2019 leddes laget av Kjell Pettersson som åter var tillbaka i föreningen, där han förra gången var herrtränare.

## Händelser under 100 år - 1914–2014
1914: Den 27 maj bildades föreningen under namnet IF Sport. Första årsmötet hölls tre månader senare.
1919: Föreningarna IF Sport och IF Fram gick ihop under namnet IK Viljan. Första tävlingen som arrangeras var en terränglöpning i Sundby på Tosterön.
1923: Nationaldagen, 6 juni, invigdes Vasavallen av Gustaf V. Då hölls friidrottstävlingar på arenan.
1925–1938: Kalle Österberg från IK Viljan var svensk rekordhållare i höjdhopp.
1928: Fotbollen togs upp på programmet. Första DM-tecknet i bandy, som hade introducerats redan 1919, inkasserades. Det följdes upp av sju till.
1942–1943: IK Viljan spelade allsvensk bandy.
1948: De tidigare Viljanspelarna Gucko Jansson och Kalle Serrander gjorde var sitt mål när Västerås SK vann SM-finalen i bandy mot Broberg med 4-1.
1950: IK Viljan nådde allsvenskt bandykval. Inför närmare 950 åskådare på Vasavallen vann gästande Tranås med knappa 2-3. Bosse Ed och Arne Söderberg stod för hemmalagets nätkänningar.
1955: Strängnäsklubben fick sin första ”riktiga” fotbollstränare i form av Eskilstunabon Gösta ”Gick” Eriksson. Han hade tidigare varit verksam i IK City. Drygt 800 personer följde division 5-mötet i fotboll mellan IK Viljan och Malmköpings IF, som slutade 4-0. ”Bästa matchen jag kan minnas” konstaterade Bernt ”Jompa” Jonsson drygt 60 år senare.
1956: IK Viljans damklubb bildades. Den jobbar bland annat med serveringar och julbasarer. Samma år förvärvades dessutom Viljansgården på Västerviksgatan.
1957: Klubben tog över Strängnäs Marknad från polisen.
1957–1958: IK Viljan gjorde sin första sejour i division 3 och spelade i den så kallade mammutserien som bestod av tre säsonger och 27 omgångar (beroende på omläggning vår-höst). Laget stod dock inte distansen ut. Under dessa år arrangerade föreningen dessutom bordtennisgalor.
1960: Georg Flack, långdistanslöpare från IK Viljan, deltog i Finnkampen.
1964: IK Viljan nådde nationella seriesystemet i bordtennis.
1969: IK Viljans A-lag (fotboll) reste ända till Rumänien för ett träningsläger.
1971: IK Viljans damlag gjorde entré i seriespel. Första matchen, hemma mot Barva, slutade 1-3. Susanne Andersson blev historisk målskytt.
1976: Den allra första utflykten till Ratzeburg genomfördes. IK Viljans juniorer deltog i en internationell turnering. Eddy Tegesjö och ”Moffen” Ohlsson ledde styrkorna. Utbytet med tyskarna skulle under många år bli omfattande, speciellt på junior- och veteransidan.
1977: Första numret av Viljansbladet gavs ut.
1978: IK Viljan tog hem ST-cupen för första gången. På sommaren vann laget med 9-3 över IK City och fick därmed revansch för smällkaramellen, 1-9, på samma arena 21 år tidigare.
1981: Sverige slog Finland i en juniorlandskamp som spelades på Vasavallen och Viljans representationslag tog hem division 5 efter vinster i 18 av 22 seriematcher.
1983: Ett lokalderby på Vikingavallen lockade cirka 800 åskådare. Hemmalaget Stallarholmen vann med 1-0.
1984: Andra uppflyttningen till division 3 då Hasse ”Ettan” Karlsson coachade laget. Urban Sjöström satte två av målen i den avgörande matchen mot Östertälje borta. IK Viljan tog steget upp tack vare bättre målskillnad än Södertälje FF.
1985: I september kom fotbollslandslaget till Vasavallen under en helg för att trimma formen inför VM-kvalet mot Tyskland. I sista omgången av division 3 klarade Viljan kontraktet efter en storseger på Trollbäckens IP med 4-1 mot Hanviken, samma lag som i premiären i Mälarforum hade vunnit med 1-0 inför 538 åskådare. Dessutom öppnades kansliet bredvid den gamla träläktaren på Vasavallen.
1988: Engelska ligalaget Luton Town vann med 4-0 över Viljan på Vasavallen. Larslunda IP togs i besittning, vilket blev ett lyft för ungdomsfotbollen.
1989: Efter fem säsonger åkte Strängnäslaget ur trean. Strax före jul, med Johan Werner som ny på tränarposten, tog laget hem TRT-cupen för andra året i rad. Turneringen arrangerades av Södermanlands Fotbollsförbund och spelades i Mälarforum.
1991: IK Viljan är tillbaka i division 3 med degraderades direkt. Londonlaget Queens Park Rangers uppträdde på Vasavallen i slutet av juli och vann med 4-0.
1993: IK Viljan sparkades ner i division 5. Det hjälpte inte att kicka tränaren Benny Nordlund, för övrigt en historisk händelse då ingen tränare tidigare fått kicken.
1994: IK Viljans 80-åriga tillvaro firades med en manifestation på Vasavallen den 27 augusti. Lillebror Aspö IF lade dock sordin på feststämningen genom att oväntat vinna efterföljande derbyt med 2-1.
1995: En flicklandskamp mot Finland arrangerades på Vasavallen.
1997: IK Viljans damer tog steget upp i division 2, en nationell serie. Sejouren där blev dock bara ettårig. Coachen Peter Brusvik anställdes senare som sportchef på deltid i Strängnäsklubben.
1998: Eldsjälen Stefan ”Nutte” Johansson blev ordförande i Södermanlands Fotbollsförbund.
2002: Sveriges och Finlands yngsta landslag (P15) drabbade samman på Vasavallen. Svensk vinst med 5-2. I blågult återfanns en blivande Viljanlirare i form av David Eriksson.
2003: IK Viljan återkom i division 4 och svarade för en sensationellt bra säsong. Det blev till och med en andraplats och kvalspel för Peter Stenbergs manskap. Bernt ”Jompa” Jonssons minnesfond instiftades samma år då ”Jompa” fyllde 75 år.
2004: IK Viljans bandylag klarade sig kvar i division 2, men det hjälpte inte. På grund av spelarbrist tvingades Viljan i november dra sig ur serien, exakt 90 år efter att föreningen bildades.
2005: Strängnäs lades till i föreningens namn vilket innebär att föreningen efter det hette IK Viljan Strängnäs. Samma år vann man division 4 och Peter Stenberg duschades med kläderna på.
2006: Strängnäslaget misslyckades åter att etablera sig i division 3 och åkte ur.
2008: En ny ettårig sejour i division 3, den här gången under Peder Bäckströms ledning.
2010: Konstgräsplanen på Vasavallen togs i bruk.
2011: Sveriges damlandslag vann VM-brons. IK Viljan-fostrade Sara Thunebro hade en ordinarie plats i blågults backlinje och var dessutom lagkapten.
2013: IK Viljan upprepade bedriften från 2007 – vann såväl ST-cupen (för tolfte gången) som division 4. Laget leddes av Ronney Nyberg och Anders Pense. I 20 av 22 omgångar var laget obesegrat. Omklädningsrummen på anläggningen Larslunda IP brann ner 1 april – vilket tyvärr inte var ett aprilskämt.
2014: IK Viljan Strängnäs firade 100 år som förening. Bland annat arrangerades två cuper. 100-årscupen för damer gick av stapeln i januari med 9 damlag och 100-årscupen för ungdomar gick den 9-10 augusti på Larslunda IP, som även blev en invigning av de nya faciliteterna på anläggningen, 62 lag deltog. Den 10 oktober väntades sedan landskamp för tredje gången på Vasavallen mellan Sverige och Irland i P18-klassen.